# Щуче (Юргамиський район)
Щу́че (рос. Щучье) — присілок у складі Юргамиського району Курганської області, Росія. Входить до складу Кислянської сільської ради.
Населення — 60 осіб (2010, 118 у 2002).